# Fok
En fok er det forreste, trekantede sejl på et moderne sejlskib. Betegnelsen fok bruges om sejl med et areal, der er mindre end eller lig med arealet af den trekant, som afgrænses af forstag, mast og dæk. For et sejl, der er større end denne trekant, og som derfor når længere agter end masten, bruges betegnelsen genua. En fok er et stagsejl, fordi dets forlig fastgøres til et forstag. Fokken udgør sammen med spileren de traditionelle forsejl. 
Et sejlskib af typen kutter er kendetegnet ved at føre to fokke. Den har kun én mast og fører yderligere et storsejl. 
En fuldrigget skonnert kan have tre fokke foran forreste mast. I rækkefølge forfra benævnes de på denne bådtype jageren, klyveren og fokken. De er alle stagsejl. 
På ældre sejlskibe med råsejl er fokken det nederste, firkantede råsejl umiddelbart foran den forreste mast. Den hedder også stagfokken til forskel fra bredfokken, som er et råsejl, der bruges i medvind.

## Betegnelser
En særlig lille fok til sejlads i hård bidevind benævnes en krydsfok eller en stormfok. I forhold til den sædvanlige fok har den både mindre areal og en fladere form, så den ikke fanger vinden for meget.
En tallboy er en høj, slank fok, der sættes tæt foran masten, når spileren er sat. Den udnytter den vind, der ellers vil gå tabt i den temmelig store afstand mellem mast og spiler, og især nede under spileren. Halsen af en tallboy må derfor gerne sættes i borde for at opnå størst effekt
Det er blevet udbredt at anvende rullefok, som er en fok, der rulles rundt om forstaget i stedet for at tages ned. En rullefok kan sættes og bjærges, uden at det er nødvendigt at opholde sig på fordækket.
En bakket fok er en fok, som er skødet til den modsatte (luv) side i forhold til storsejlet.

## Funktion og anvendelse
Den traditionelle fok har karabinhager i forliget. Disse fastgøres til forstaget, og fokken hejses derefter til tops med et fokkefald, der sættes i et øje i fokkens top, faldbarmen. I visse bådtyper er forstaget ikke en wire, men har i stedet en indvendig skinne (hulkel), som sejlets forlig kan glide i. Der kan endda være to skinner, så der kan skiftes fok, uden at den fok, som trækker, først skal tages ned (bjærges). 
I det frie nederste hjørne af fokken, kaldet skødebarmen, er der normalt slået et øje (en kovs), hvori fastgøres to fokkeskøder, der på hver sin side af båden føres agterud til cockpittet. I det forreste og nederste hjørne af sejlet, halsbarmen, er der ligeledes et øje, som benyttes til at fastgøre sejlet til et beslag på dækket, på et bovspryd eller på en eventuel klyverbom. 
Ved sejlads med vinden foran for tværs, dvs. skråt forfra, er fokkens primære funktion at sende luftstrømmen bag om storsejlet for at medvirke til skabe det undertryk, som driver skibet frem. Den sættes derfor i samme side som storsejlet og må af denne grund flyttes, hvis der stagvendes (også kaldet at der "gås over stag"). 
At bakke fokken i denne vindretning bremser båden og anvendes desuden til at hjælpe båden med at vende gennem vindøjet, hvilket især kan være nødvendigt ved stagvending af langkølede både. En anden anvendelse er, at man i meget hårdt vejr kan lade båden ligge underdrejet med bakket fok. 
Når vinden er næsten helt agterind, "spiles" fokken ofte ud til den modsatte side af storsejlet for at kunne trække med. Ellers vil den være unyttig ved at sidde i læ af storsejlet. Ved sejlads med spiler i let vind vil fokken ofte blive taget ned (bjærget) for at sikre fri vind til spileren.

## Skift af fok
Ved ændrede vindforhold eller ændring af sejlretning kan der være behov for at skifte den trækkende fok ud med en anden. Dette kræver normalt, at den hidtidige fok først bjerges, hvorefter den nye fok fastgøres til forstaget og sættes. Under dette arbejde er båden altså uden forsejl et stykke tid med lavere hastighed og mindsket styrbarhed til følge.
Visse bådtyper kan derfor have to forstag eller som nævnt ovenfor et forstag, hvor fokkens forlig glider i en af to hulkele. Her anvendes én af følgende fremgangsmåder ved skift af fokken under sejlads:
- inside up – outside down

Det nye sejl sættes indenfor (dvs. nærmere skibets midte) det hidtidige og hejses til tops, hvad der er forholdsvis enkelt at gøre. Derimod kan den efterfølgende bjærgning af det yderste sejl være mere besværlig at foretage, fordi det trækkende sejl er i vejen.
- outside up – inside down

Dette er den modsatte metode: Det nye sejl sættes udenfor det trækkende sejl, hvilket er ret besværligt. Derimod kan det gamle sejl let bjerges på indersiden.
- inside up – inside down (med samtidig vending)

Her sættes det nye sejl på indersiden, hvorefter der vendes, så det gamle sejl også kan bjærges på indersiden. Denne metode giver det letteste sejlskifte, men kræver tid og plads til en vending af båden.